# Achterknotenkomplement
Im mathematischen Teilgebiet der Topologie bezeichnet man als Achterknotenkomplement das Komplement des Achterknotens in der 3-dimensionalen Sphäre. Es ist die einfachste hyperbolische 3-Mannigfaltigkeit und deshalb ein in zahlreichen Lehrbüchern diskutiertes Beispiel.

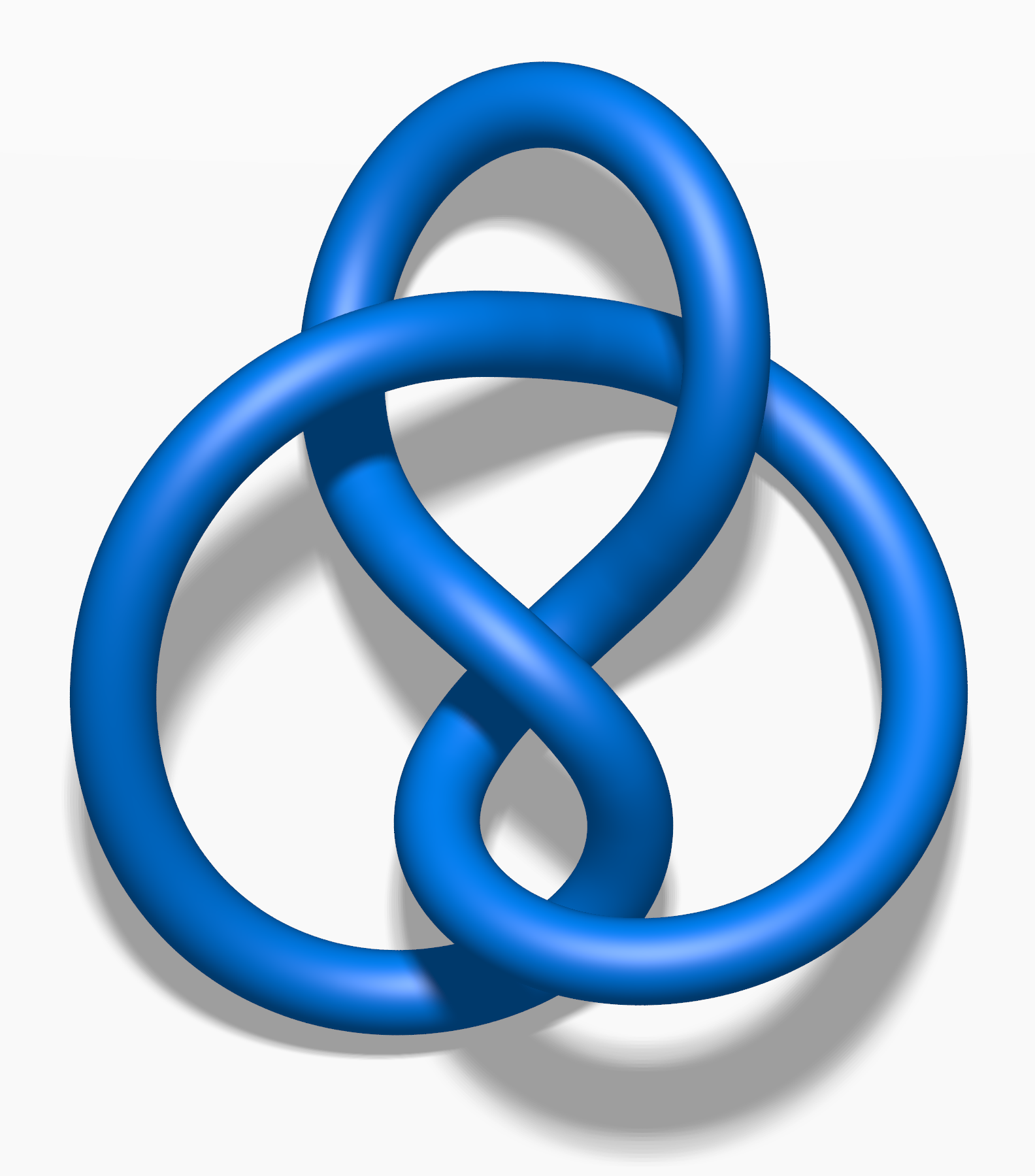
Achterknoten

## Fundamentalgruppe
Die zum rechts abgebildeten Knotendiagramm gehörende Wirtinger-Präsentierung der Knotengruppe ist
{\displaystyle \Gamma =\langle a,b|\left[a^{-1},b\right]a=b\left[a^{-1},b\right]\rangle },
wobei {\displaystyle a} und {\displaystyle b} Meridiane um zwei der Bögen des Knotendiagramms sind.
Die hyperbolische Struktur auf dem Achterknotenkomplement wird durch die diskrete, treue Darstellung {\displaystyle \rho \colon \Gamma \to PSL(2,\mathbb {C} )}
definiert, welche {\displaystyle a} auf {\displaystyle \left({\begin{array}{cc}1&1\\0&1\end{array}}\right)} und {\displaystyle b} auf {\displaystyle \left({\begin{array}{cc}1&0\\e^{\frac {\pi i}{3}}&1\end{array}}\right)} abbildet. 
Diese Darstellung wurde 1974 von Riley gefunden. Ihr Bild liegt in der Bianchi-Gruppe {\displaystyle PSL(2,O_{3})} und hat dort endlichen Index. 
Bis auf komplexe Konjugation und Konjugation mit Matrizen aus {\displaystyle PSL(2,\mathbb {C} )} ist dies die einzige hyperbolische Struktur, siehe Mostow-Starrheit.
Das Achterknotenkomplement ist die einzige hyperbolische Mannigfaltigkeit, für die Gleichheit in der Jørgensen-Ungleichung gilt, die also von 2 Elementen {\displaystyle f,g\in PSL(2,\mathbb {C} )} mit {\displaystyle \vert Sp(f)^{2}-4\vert +\vert Sp(\left[f,g\right])-2\vert =1} erzeugt wird.

## Ideale Triangulierung
Man erhält das Achterknotenkomplement durch Verkleben zweier idealer Tetrahedra. 
Seien {\displaystyle v_{0},\ldots ,v_{4}} die Ecken der bereits entlang der gemeinsamen Seitenfläche {\displaystyle \Delta (v_{1},v_{2},v_{3})} verklebten Tetraeder, dann wird die Seitenfläche {\displaystyle \Delta (v_{0},v_{1},v_{2})} mit {\displaystyle \Delta (v_{1},v_{3},v_{4})}, {\displaystyle \Delta (v_{0},v_{2},v_{4})} mit {\displaystyle \Delta (v_{1},v_{2},v_{3})} und {\displaystyle \Delta (v_{0},v_{1},v_{4})} mit {\displaystyle \Delta (v_{2},v_{3},v_{4})} verklebt.
Als Fundamentalbereich der Wirkung von {\displaystyle \Gamma } im Halbraum-Modell des hyperbolischen Raumes kann man die Vereinigung der beiden entlang der gemeinsamen Seitenfläche {\displaystyle \Delta (v_{1},v_{2},v_{3})} verklebten idealen Tetraeder mit Ecken 
{\displaystyle v_{0}=\infty ,v_{1}=1,v_{2}=e^{\frac {\pi i}{3}},v_{3}=e^{-{\frac {\pi i}{3}}},v_{4}=0}
nehmen. (Hier wurde der Rand im Unendlichen des 3-dimensionalen hyperbolischen Raumes mit {\displaystyle \mathbb {C} \cup \left\{\infty \right\}} identifiziert.)
Die Verklebeabbildungen werden dann von den Matrizen 
{\displaystyle \tau \left({\begin{array}{cc}1&1\\1&e^{-{\frac {2\pi i}{3}}}-e^{\frac {2\pi i}{3}}\end{array}}\right),\tau \left({\begin{array}{cc}1&-e^{-{\frac {2\pi i}{3}}}\\1&1-e^{\frac {2\pi i}{3}}\end{array}}\right),\tau \left({\begin{array}{cc}1&-1\\e^{-{\frac {2\pi i}{3}}}&1-e^{\frac {2\pi i}{3}}\end{array}}\right)}
mit {\displaystyle \tau ={\frac {1}{e^{\frac {2\pi i}{3}}-1}}} realisiert.

## Arithmetische Invarianten
Das Achterknotenkomplement ist das einzige arithmetische hyperbolische Knotenkomplement.
Sein Spurkörper ist {\displaystyle k\Gamma =\mathbb {Q} ({\sqrt {-3}})} und seine Quaternionenalgebra ist {\displaystyle A\Gamma =M_{2}(\mathbb {Q} ({\sqrt {-3}}))}.

## Hyperbolisches Volumen
Das hyperbolische Volumen des Achterknotenkomplements beträgt
{\displaystyle \operatorname {Vol} (S^{3}-K)=2D_{2}(\omega )=2{,}02\dots }.
Hierbei ist {\displaystyle D_{2}} der Bloch-Wigner-Dilogarithmus und {\displaystyle \omega ={\tfrac {1}{2}}+{\tfrac {\sqrt {3}}{2}}i}.
Dies ergibt sich, weil die idealen Tetraeder der obigen Triangulierung beide regelmäßige Tetraeder und somit alle Diederwinkel {\displaystyle {\tfrac {\pi }{3}}} sind. Das Volumen des idealen Tetraeders {\displaystyle T_{\alpha ,\beta ,\gamma }} mit diedrischen Winkeln {\displaystyle \alpha ,\beta ,\gamma } kann mittels der Lobatschewski-Funktion berechnet werden als {\displaystyle \operatorname {Vol} (T_{\alpha ,\beta ,\gamma })=\Lambda (\alpha )+\Lambda (\beta )+\Lambda (\gamma )} und für {\displaystyle \alpha =\beta =\gamma ={\frac {\pi }{3}}} ergibt sich daraus {\displaystyle \operatorname {Vol} (T_{{\frac {\pi }{3}},{\frac {\pi }{3}},{\frac {\pi }{3}}})=3\Lambda \left({\frac {\pi }{3}}\right)=D_{2}(\omega )}.
Cao und Meyerhoff haben 2001 bewiesen, dass das Achterknotenkomplement das hyperbolische Knotenkomplement kleinsten Volumens ist.

## Achterknotenkomplement als Abbildungstorus
Das Achterknotenkomplement ist der Abbildungstorus der Arnoldschen Katzenabbildung {\displaystyle \left({\begin{array}{cc}2&1\\1&1\end{array}}\right)} des einfach punktierten Torus.
Die Fundamentalgruppe der Faser ist die freie Gruppe {\displaystyle F_{2}}. Man hat also eine exakte Sequenz
{\displaystyle 1\to F_{2}\to \Gamma \to \mathbb {Z} \to 1},
die Monodromie {\displaystyle \left({\begin{array}{cc}2&1\\1&1\end{array}}\right)} ist das Produkt {\displaystyle LR} aus den Dehn-Twists {\displaystyle L} und {\displaystyle R} an Longitude und Meridian des Torus. 
Assoziiert zu einem Abbildungstorus einer Selbstabbildung eines punktierten Torus hat man eine kanonische ideale Triangulierung und im Fall der Monodromie {\displaystyle LR} liefert diese die oben beschriebene ideale Triangulierung des Achterknotenkomplements.

## Schwestermannigfaltigkeit
Als Schwestermannigfaltigkeit des Achterknoten-Komplements wird die 3-Mannigfaltigkeit bezeichnet, die man durch {\displaystyle (-5,1)}-Dehn-Chirurgie an der Whitehead-Verschlingung erhält. Sie lässt sich ebenso wie das Achterknoten-Komplement aus zwei idealen Tetrahedra zusammensetzen und ist gemeinsam mit dem Achterknoten-Komplement die nichtkompakte, orientierbare, hyperbolische 3-Mannigfaltigkeit kleinsten Volumens.